# アル・スチュワート
アル・スチュワート（Al Stewart、1945年9月5日 - ）は、スコットランド生まれでイングランドグラスゴー出身のシンガーソングライター。

## 略歴
1964年、BoscombeのEddie Mooreのミュージック・ショップで当時20歳前のロバート・フリップにギターを学んだ。
ロンドンへと移ると、1966年に初のシングル「The Elf」を、1967年にアルバム『ベッドシッター・イメージズ』をリリース。1969年に『ラヴ・クロニクルズ』を発表し、『メロディ・メイカー』誌の「Folk album of the year」に選ばれた。

## ディスコグラフィ

### スタジオ・アルバム
- 『ベッドシッター・イメージズ』 - Bedsitter Images (1967年、CBS)
- 『ラヴ・クロニクルズ』 - Love Chronicles (1969年、CBS)
- 『ゼロ・シー・フライズ』 - Zero She Flies (1970年、CBS)
- 『オレンジ』 - Orange (1972年、CBS)
- 『パスト・プレゼント・アンド・フューチャー』 - Past, Present and Future (1973年、CBS/Janus)
- 『追憶の館』 - Modern Times (1975年、CBS/Janus)
- 『イヤー・オブ・ザ・キャット』 - Year of the Cat (1976年、RCA/Janus)
- 『タイム・パッセージ』 - Time Passages (1978年、RCA/Arista)
- 『24カラッツ』 - 24 Carrots (1980年、RCA/Arista) ※with ショット・イン・ザ・ダーク
- 『ロシアンズ&アメリカンズ』 - Russians & Americans (1984年、RCA/Passport)
- 『ラスト・デイズ・オブ・ザ・センチュリー』 - Last Days of the Century (1988年、Enigma)
- 『フェイマス・ラストワード』 - Famous Last Words (1993年、EMI/Mesa)
- Between the Wars (1995年、EMI/Mesa) ※with ローレンス・ジューバー
- Down in the Cellar (2000年、EMI/Miramar)
- A Beach Full of Shells (2005年、EMI/Appleseed)
- Sparks of Ancient Light (2008年、EMI/Appleseed)

### ライブ・アルバム
- 『小春日和 インディアン・サマー』 - Live/Indian Summer (1981年、RCA/Arista)
- Rhymes in Rooms (1992年、EMI/Mesa) ※with ピーター・ホワイト
- Uncorked (2009年、Wallaby Trails) ※with デイヴ・ナクマノフ
- Live (2024年、Wallaby Trails) ※with ジ・エンプティー・ポケッツ